# Champignelles
Champignelles is een gemeente in het Franse departement Yonne (regio Bourgogne-Franche-Comté) en telt 1082 inwoners (2004). De plaats maakt deel uit van het arrondissement Auxerre.

## Geografie
De oppervlakte van Champignelles bedraagt 54,3 km², de bevolkingsdichtheid is 19,9 inwoners per km².
De onderstaande kaart toont de ligging van Champignelles met de belangrijkste infrastructuur en aangrenzende gemeenten.

## Demografie
Onderstaande figuur toont het verloop van het inwonertal (bron: INSEE-tellingen).